# Ferrostalderita
La ferrostalderita és un mineral de la classe dels sulfurs que pertany al grup de la routhierita.

## Característiques
La ferrostalderita és una sulfosal de fórmula química CuFe₂TlAs₂S₆. Va ser aprovada com a espècie vàlida per l'Associació Mineralògica Internacional l'any 2014. Cristal·litza en el sistema tetragonal.
L'exemplar que va servir per a determinar l'espècie, el que es coneix com a material tipus, es troba conservat a les col·leccions mineralògiques del Museu d'Història Natural de la Universitat de Florència, a Itàlia, amb el número de catàleg: 3148/i.

## Formació i jaciments
Va ser descoberta a la pedrera Lengenbach, situada a la comuna de Binn, dins el districte de Goms (Valais, Suïssa), on es troba associada a realgar, pirita i dolomita. Aquesta mina suïssa és l'únic indret de tot el planeta on ha estat descrita aquesta espècie mineral.